# 马尾沟教堂
马尾沟教堂位于北京市西城区车公庄大街6号中共北京市委党校（暨北京行政学院）院内。马尾沟教堂又名石门教堂、法国教堂、圣母修道院、致命圣教堂等。马尾沟教堂的所在地曾经是欧洲传教士在北京的公共墓地滕公栅栏，后在在此兴建天主教堂，此后还曾经在这里设立了专门培养高级神职人员的神学院——文声学院，现在中国大陆著名的葡萄酒品牌龙徽也是诞生在马尾沟教堂的地下酒窖。

## 历史
马尾沟教堂所在地在明朝中后期曾经是一位杨姓太监的别墅，民间俗称“栅栏别墅”。万历年间，杨姓太监因事入狱，他为了保存这所别墅不被官府没收，遂将别墅改建为专门供奉地藏王菩萨的仁恩寺，据史料记载，当时为了建设仁恩寺，杨姓太监共花费了四万只金条，但这仍然没能阻止官府没收这块土地。没收后的栅栏别墅被称作栅栏官地。
万历三十八年（1610年）来自意大利的耶稣会传教士利玛窦在北京逝世，明神宗特别降旨将栅栏官地赐予利玛窦作为墓地，从此栅栏官地改名滕公栅栏墓地。自从利玛窦之后，汤若望、南怀仁、郎世宁等在华传教士均葬于栅栏墓地，前前后后共有数百位传教士安葬于此。
1900年义和团运动爆发，华北掀起了排斥洋教的浪潮。在这次运动中，栅栏墓地被毁，传教士的墓穴被掘开，墓碑被破坏。事后根据《辛丑条约》的约定，清政府于1903年“发银万两，重新修建”栅栏墓地，并且附建一座致命圣教堂，将义和团运动中散落的教士墓碑镶嵌在教堂墙体中。致命圣教堂因地处马尾沟，故又称“马尾沟教堂”。因教堂前有石牌坊，故又被称作“石门教堂”。
此后，马尾沟教堂不断扩建，除教堂主体建筑外，1906年后，还兴建了口字楼、山字楼、东西平房等附属建筑。口字楼和山字楼的名字分别取自其建筑平面形状，最初将府右街的法国圣母会和修道院迁来安置在这两栋楼中，后来山字楼被刘克明神甫买下兴办文声学院，口字楼继续作为圣母修道院。马尾沟教堂的文声学院曾经是中国北方最重要的神学院之一，培养了大量本土神职人员，前中国天主教爱国会主教傅铁山便毕业于此。
1937年抗日战争爆发后，整个马尾沟教堂和栅栏墓地均被日军占领，教士被遣散，文声学院的学生流落社会，马尾沟教堂开始衰落。
1949年后，马尾沟教堂的外国教士离开中国，整个教堂由中国教会人士管理。1954年，教会将山字楼和口字楼出售给中共北京市委，中共北京市委在此筹建中共北京市委党校，两座楼被用作中共北京市委党校的食堂和职工宿舍，1958年教会将马尾沟教堂和整个栅栏墓地无偿赠与中共北京市委。文化大革命中，中共北京市委党校被撤销，此处被改为国务院第四招待所。栅栏墓地内的利玛窦等人的墓碑被埋入地下，马尾沟教堂墙壁上镶嵌的教士墓碑被砸毁散落各处。1973年，教堂主体建筑被拆除建食堂。山字楼、口字楼等附属建筑则保留至今。文化大革命之后，1978年，中共北京市委党校复校，仍设在该处至今。
1978年，应意大利政府的要求，北京市重新修缮了利玛窦等人的墓地，将他们的墓碑挖掘出土，重新树立，其中文物工作者还特别将利玛窦碑阳文字磨平照原样重新镌刻，并依样砌上青砖边框和白色玫瑰花边；1984年，中共北京市委党校又重新收集了散落院内各处的传教士墓碑，集中竖立于利马窦等人小墓园的东侧，一定程度上恢复了栅栏墓地；1994年，又重新修建了墓园南门，人称小石门；2003年，文物部门对口字楼进行了加固和修缮。但马尾沟教堂的主体建筑没有获得复建。

## 建筑

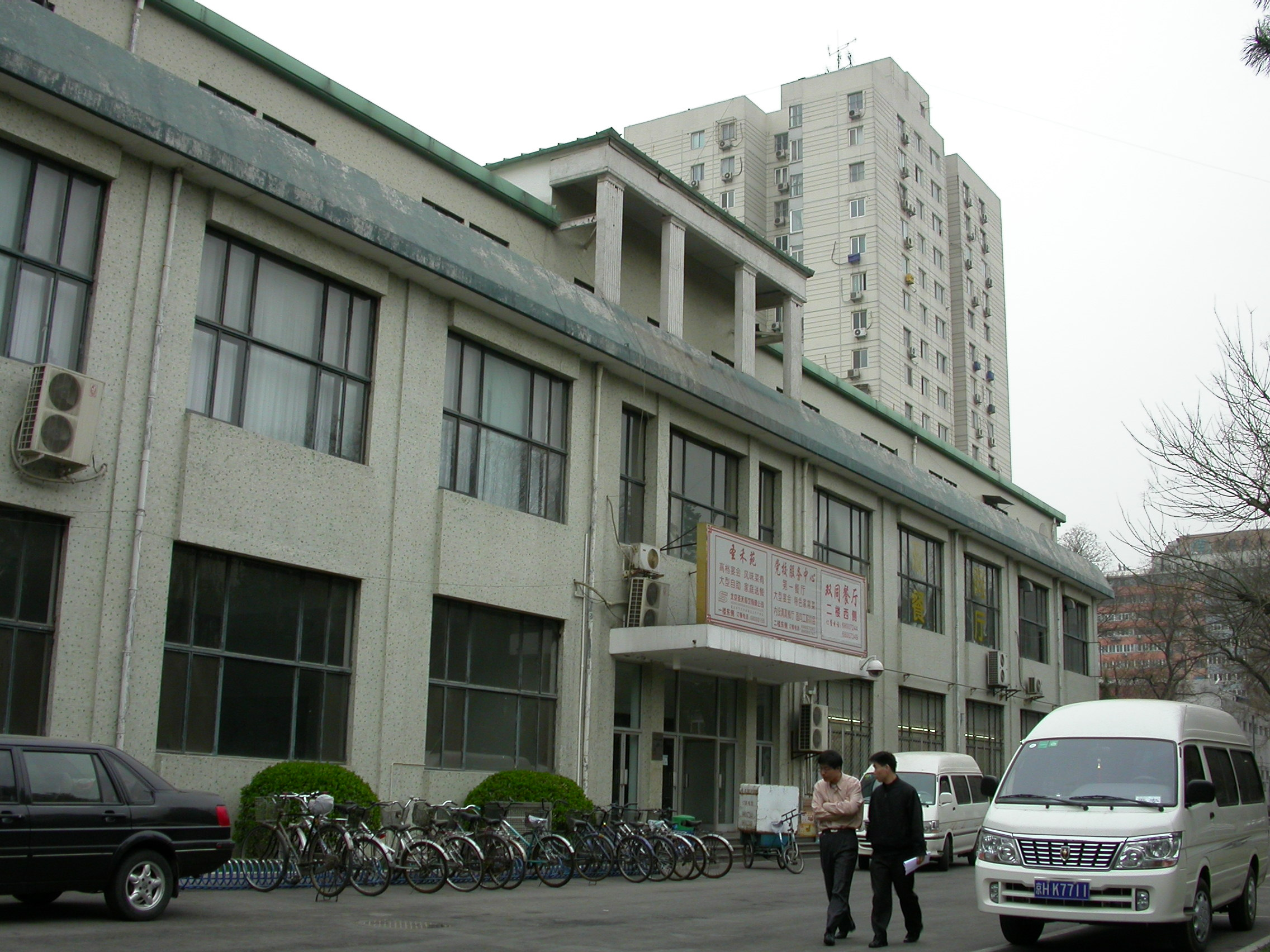
马尾沟教堂原址如今已成为中共北京市委党校食堂

目前，马尾沟教堂和栅栏墓地的部分建筑遗存被保存在中共北京市委党校院内。包括：马尾沟教堂口字楼、山字楼、利马窦等著名传教士的小墓园、保存六十余名传教士墓碑的大墓园、建于清代的墓园大门等。
利玛窦及明清以来外国传教士墓地于1984年被列为北京市文物保护单位，2006年被列为全国重点文物保护单位。1989年8月，马尾沟教堂被列为为西城区文物保护单位。